# Eduardo Aliverti
Eduardo Aliverti (Buenos Aires, 3 de enero de 1956) es un reconocido locutor, periodista y profesor argentino. Es el rector de la Escuela Terciaria de Estudios Radiofónicos (ETER).
Actualmente conduce Marca de Radio en Radio La Red. Es locutor institucional de AM 750, donde además está al frente de ConSagrados 750. Participó de la fundación del diario Página/12 y es, desde entonces, uno de sus principales columnistas. Además, es docente titular de Taller de Radio en la carrera de Comunicación Social en la facultad de Sociales de la UBA. Además, es rector de Escuela Terciaria de Estudios Radiofónicos (ETER).

## Biografía

### Inicios
Comenzó su carrera en la radio, al aire en las producciones independientes Punto Cero en Radio Antártida AM 1190 y El día más lindo del Mundo en Radio El Mundo. Se graduó en 1977 del instituto CoSal como locutor y a partir de entonces pasó por el servicio de noticias de Radio Continental y por Radio Del Plata.

### Consagración
Logró el reconocimiento durante los años 80, en Anticipos en Radio Continental y Sin anestesia en Radio Belgrano.
Durante su extensa trayectoria participó de distintos proyectos audiovisuales. Productor ejecutivo en el documental Sol de noche, sobre el "Apagón de Ledesma" donde se relata la historia del doctor Luis Arédez, intendente de Libertador General San Martín, y Olga Márquez de Arédez y se recuerda a los trabajadores secuestrados y desaparecidos del ingenio Ledesma. Dirigió Mala Junta, documental sobre la última dictadura militar argentina (1976-1983), donde se documentan testimonios y relatos de autores como Julio Cortázar y Juan Gelman, entre otros. También fue productor ejecutivo en Fragmentos de una búsqueda (Norberto Ludin y Pablo Milstein, 2009) sobre el caso de Marita Verón.
También realizó coberturas periodísticas en América, Europa y Asia. Fue miembro del Consejo de Presidencia de la Asamblea Permanente por los Derechos Humanos.
En los últimos años estuvo al frente de los programas de radio como Dos Gardenias y Decime quién sos vos en Radio Nacional.
En el ámbito académico diseñó, junto a Oscar Bossetti, el taller de radiofonía de la carrera de Ciencias de la Comunicación de la Facultad de Ciencias Sociales de la UBA y fue uno de los fundadores del instituto Escuela Terciaria de Estudios Radiofónicos (ETER).También trabajo en FM Horizonte.
Ganó 13 premios Martín Fierro por su labor periodística, locución y premio a la Trayectoria en 2022.

## Trayectoria en medios audiovisuales

### Radio
Radio Continental
- Anticipos

Radio Belgrano
- Sin anestesia
- Anticipos II

Radio Del Plata
- Hipótesis[9]

Radio Splendid
- La otra radio
- Protagonistas

Radio El Mundo
- El día más más lindo del mundo

Radio La Red
- Protagonistas
- Marca de Radio

Radio Perfil
- Protagonistas

Radio Buenos Aires
- Protagonistas

Radio Antártida
- Marca de Radio

Radio Nacional
- De boca en boca
- Dos Gardenias
- Decime quién sos vos

AM 750
- Jazz 750
- ConSagrados 750
- Especiales 750

FM Horizonte
- Hipótesis

### Televisión
América TV
- Palabras cruzadas

Cablevisión Noticias
- Esta boca es mía
- Palabras cruzadas

Telefe
- El gen argentino[10]

I-Sat
- Los anales de Barcelona[11]

Canal Encuentro
- Los Locos de la azotea[12]

### Cine
- Condenados (Carlos Martínez, 2013) - Narrador[13]
- Fragmentos de una búsqueda (Norberto Ludin y Pablo Milstein, 2009) - Productor ejecutivo[14]
- Caseros, en la cárcel (Julio Raffo, 2005) - Narrador[15]
- Sol de noche (Norberto Ludin y Pablo Milstein, 2002) - Productor ejecutivo y narrador[16]
- Malajunta (Eduardo Aliverti, 1996) - Director
- Tango de un Lagarto (Eduardo Aliverti, 1990) - Director
- Volviendo a Washington (Eduardo Aliverti, 1991) - Director
- País cerrado, teatro abierto (Arturo Balassa,1989) - Narrador
- Desembarcos (Jeanine Meerapfel y Alcides Chiesa, 1989) - Narrador

## Trayectoria en la escritura

### Prensa escrita
- El Porteño
- Revista Hipótesis
- Página/12

### Libros
- Montenegro, Néstor; Aliverti, Eduardo (1982). Los nombres de la derrota. Nemont Ediciones. ISBN 9501080005.[17]
- Aliverti, Eduardo (1987). El archivo de la década 1. Quatro Editores.
- Aliverti, Eduardo (1987). El archivo de la década 2: La dictadura. Quatro Editores.
- Aliverti, Eduardo (1987). El archivo de la década 3: La democracia (1984-1985). Quatro Editores.
- Aliverti, Eduardo (1987). El archivo de la década 4: La democracia (1986-1987). Quatro Editores.

## Trayectoria en la docencia
Facultad de Ciencias Sociales de la UBA
- Taller de radiofonía (Carrera de Ciencias de la Comunicación)

Escuela Terciaria de Estudios Radiofónicos (ETER)
- Rectorado

## Premios y distinciones
- 1992: Premios Martín Fierro - Labor periodística en radio - Protagonistas (Radio Splendid) - Ganador
- 1997: Premios Martín Fierro - Labor periodística en radio - Marca de Radio (Radio Rivadavia) - Ganador
- 1998: Premios Martín Fierro - Labor periodística en cable - Esta boca es mía (Cablevisión Noticias) - Ganador
- 1999: Premios Martín Fierro - Labor periodística en cable - Esta boca es mía (Cablevisión Noticias) - Ganador
- 2001: Premios Martín Fierro - Labor periodística en radio - Marca de Radio (Radio Rivadavia) - Ganador
- 2002: Premios Martín Fierro - Labor periodística en radio - Marca de Radio (Radio Rivadavia) y De boca en boca (Radio Nacional) - Nominado
- 2002: Galardón Susini (Argentores) - Trayectoria en radio - Distinguido[18]
- 2003: Premios Martín Fierro - Labor periodística en radio - Marca de Radio (Radio Rivadavia) - Ganador
- 2004: Premios Martín Fierro - Labor periodística en radio - Marca de Radio (Radio Rivadavia) - Ganador[19]
- 2005: Premios Martín Fierro - Mejor voz en radio - Marca de Radio (Radio Rivadavia) - Ganador
- 2006: Premios Martín Fierro - Labor periodística en radio - Marca de Radio (Radio La Red) - Nominado
- 2006: Premios Martín Fierro - Labor locución masculina - - Dos Gardenias (Radio Nacional) y Marca de Radio (Radio La Red) - Nominado
- 2007: Premios Konex - Comunicación-Periodismo - Distinguido con Diploma al Mérito
- 2008: Premios Martín Fierro - Conducción masculina - Dos Gardenias (Radio Nacional) - Ganador[20]
- 2012: Premio Rodolfo Walsh - Trayectoria periodística - Distinguido[21]
- 2021: Premios Martín Fierro - Trayectoria en Radio - Distinguido[22]

También muchos programas de radio en los cuales Eduardo Aliverti estuvo al frente (Protagonistas, Hipótesis, Marca de Radio y Dos Gardenias) fueron nominados en importantes premiaciones. Específicamente Hipótesis recibió un Premio Martín Fierro en 1991 en la categoría Mejor programa periodístico del interior del país y Marca de Radio recibió Premios Martín Fierro en 2006, 2008 y 2009 en la categoría Mejor programa periodístico semanal.